# Dłużki
Dłużki (niem. Dlusken, 1938–1945 Seebude) – wieś w Polsce położona w województwie warmińsko-mazurskim, w powiecie olsztyńskim, w gminie Gietrzwałd.
W latach 1975–1998 miejscowość administracyjnie należała do województwa olsztyńskiego.